# 恆河鱷

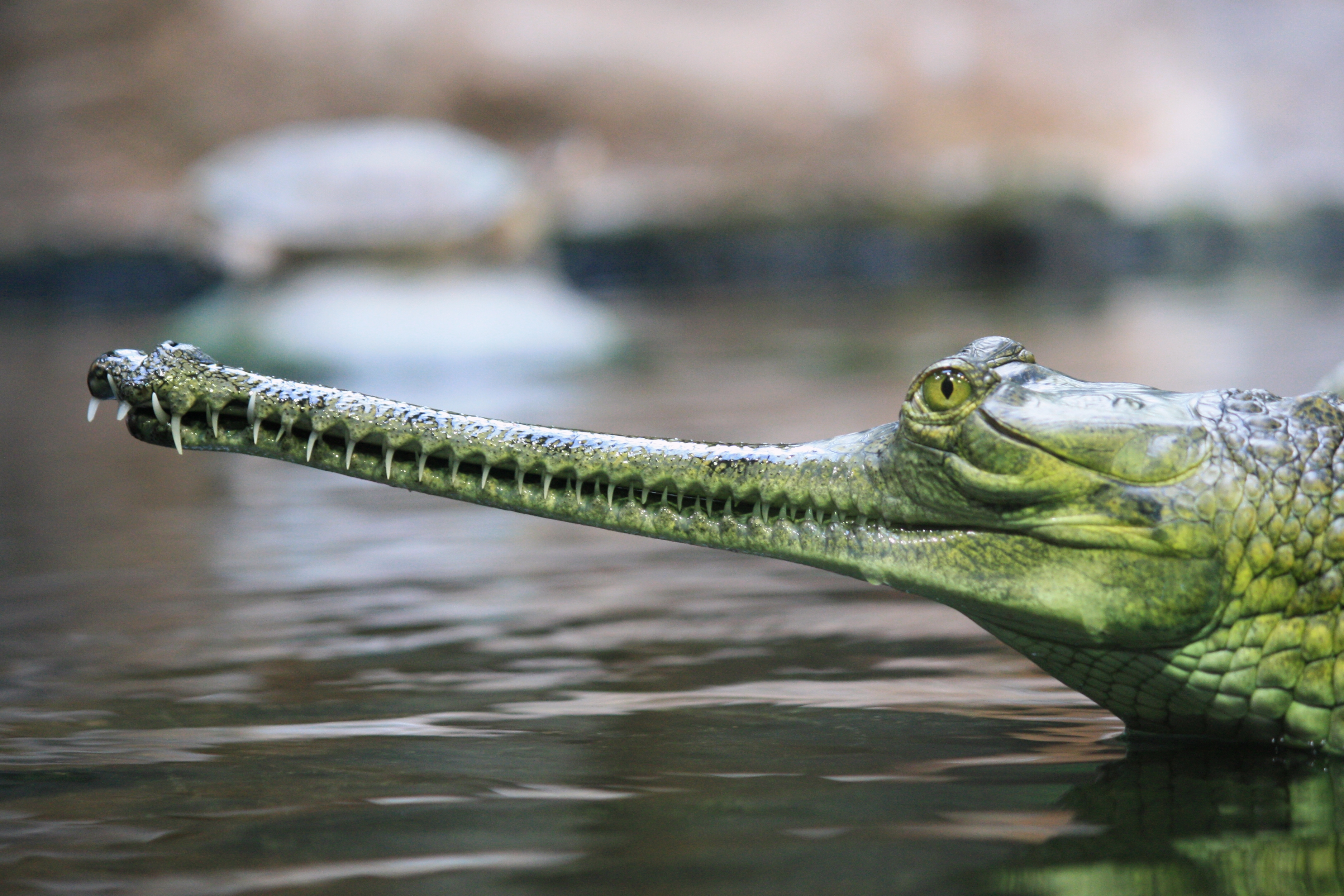
頭部

恆河鱷（學名：Gavialis gangeticus），又名食魚鱷，是長吻鱷科恆河鱷屬中的唯一物種。恆河鱷身體修長，體色為橄欖綠色。在IUCN紅色名錄上被列為極危物種。

## 分佈
恆河鱷是一種淡水鱷魚，主要分佈於印度河、恆河、默哈訥迪河及布拉瑪普特拉河這4條河當中，以前於孟加拉也有，但現在已於當地絕種。恆河鱷喜歡棲息於水流又急又深，水質較好的河裏。

## 生活習性
在所有鱷魚中，恆河鱷能在水中的時間最長，達到1個小時以上，因此爬上陸地後，無法像其他鱷魚般用四肢平穩爬行。恆河鱷因顎部過幼過窄而欠缺獵捕大型獵物的咬合力，因此以魚類為主食。雖然恆河鱷是世界上最長的鱷魚之一，但未有傳出吃人事件。

## 繁殖動向
恆河鱷於每年3月至4月生蛋，於河岸沙地挖洞築巢，每次生30至50隻蛋，而所生的蛋亦是所有鱷魚當中最大的。
雌鱷守著鱷魚巢時，會變得有點攻擊性，是一種警戒心非常強的鱷魚。與其他鱷魚不同，牠們的口不大，未能載著小鱷魚，所以孵出小鱷魚後，雌鱷會引導小鱷魚到水邊。恆河鱷在大約8至12歲時到達性成熟期，屆時體長超過5米長。

## 保育現狀
恆河鱷與其他鱷魚一樣，因為身上的皮是製造皮件的原料而遭到捕殺，數量急劇減少。尼泊爾與印度近年來推動保育有關鱷魚的計劃，現已重新建立恆河鱷的族群數目。

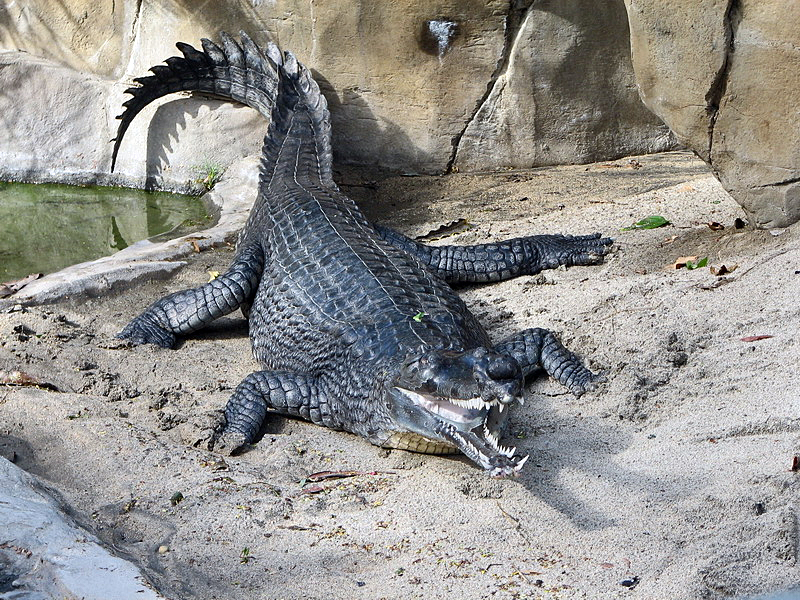
聖地牙哥動物園的雄性恆河鱷
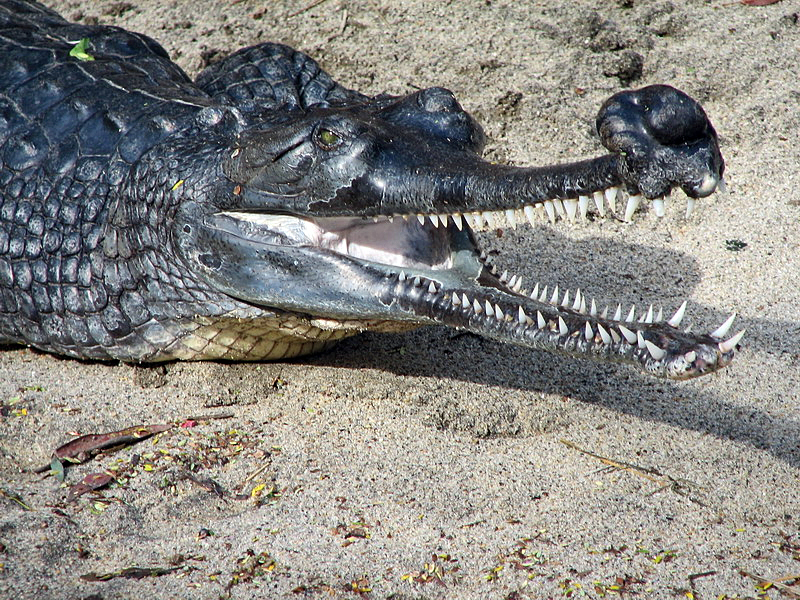
雄性恆河鱷近攝

### 引用
1. ↑  Brochu, C. A. . Systematic Biology. 1997, 46 (3): 479–522. PMID 11975331. doi:10.1093/sysbio/46.3.479.
2. ↑  Choudhury, B.C., Singh, L.A.K., Rao, R.J., Basu, D., Sharma, R.K., Hussain, S.A., Andrews, H.V., Whitaker, N., Whitaker, R., Lenin, J., Maskey, T., Cadi, A., Rashid, S.M.A., Choudhury, A.A., Dahal, B., Win Ko Ko, U., Thorbjarnarson, J., Ross, J.P. . The IUCN Red List of Threatened Species 2010.